# Weiswampach
Weiswampach (luxemburgisch Wäiswampech oder Wäiswampich) ist eine Gemeinde im Großherzogtum Luxemburg und gehört zum Kanton Clerf.

## Zusammensetzung der Gemeinde
Die Gemeinde Weiswampach besteht aus folgenden Ortschaften:
| deutscher Name | luxemburgischer Name      | französischer Name |
| -------------- | ------------------------- | ------------------ |
| Beiler         | Beeler                    | Beiler             |
| Binsfeld       | Bënzelt                   | Binsfeld           |
| Breidfeld      | Breedelt / Bréidelt       | Breidfeld          |
| Holler         | Holler                    | Holler             |
| Leithum        | Leetem                    | Leithum            |
| Weiswampach    | Wäiswampech / Wäiswampich | Weiswampach        |
| Wemperhardt    | Wemperhaart               | Wemperhardt        |

## Bilder

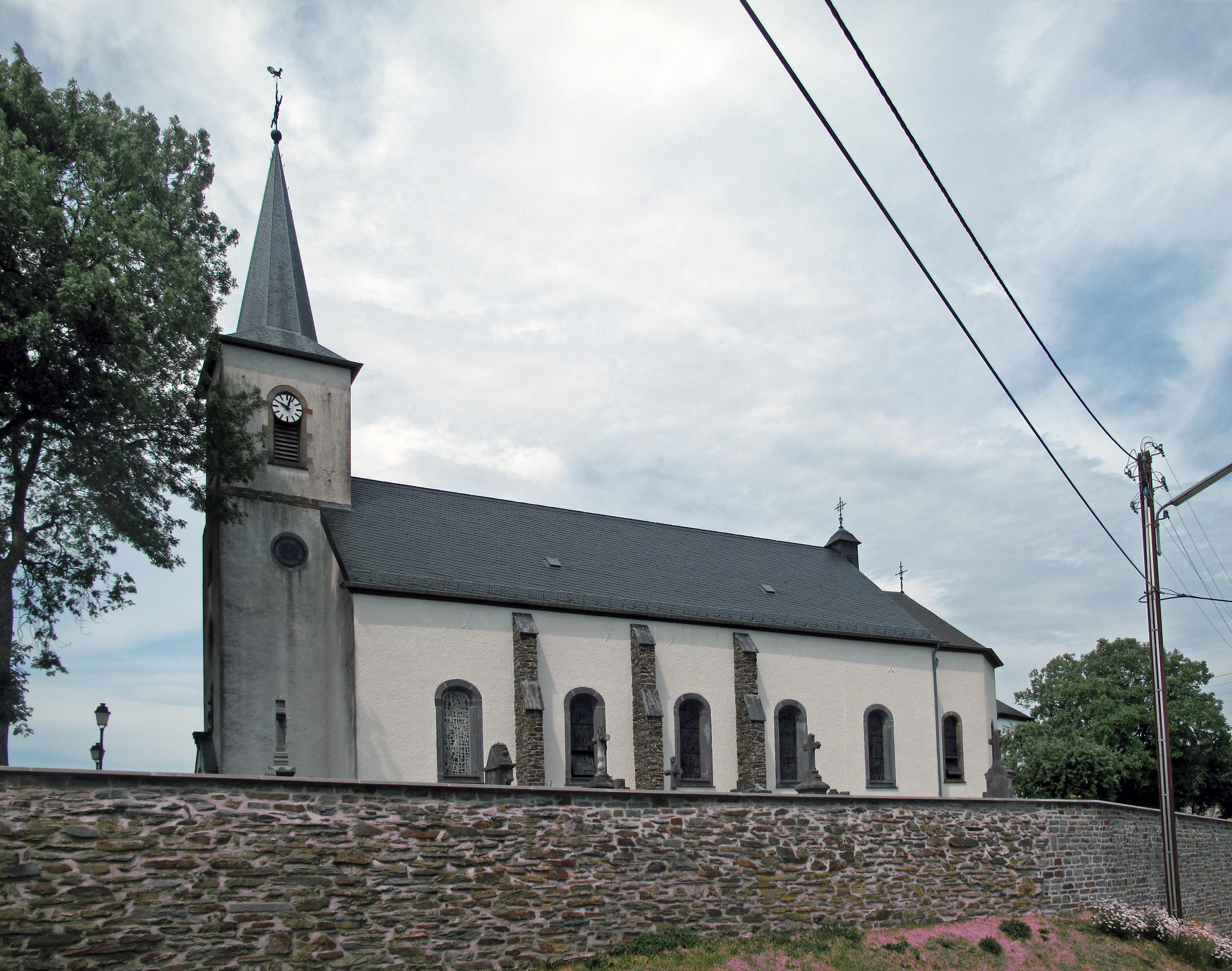
Weiswampach, Kirche
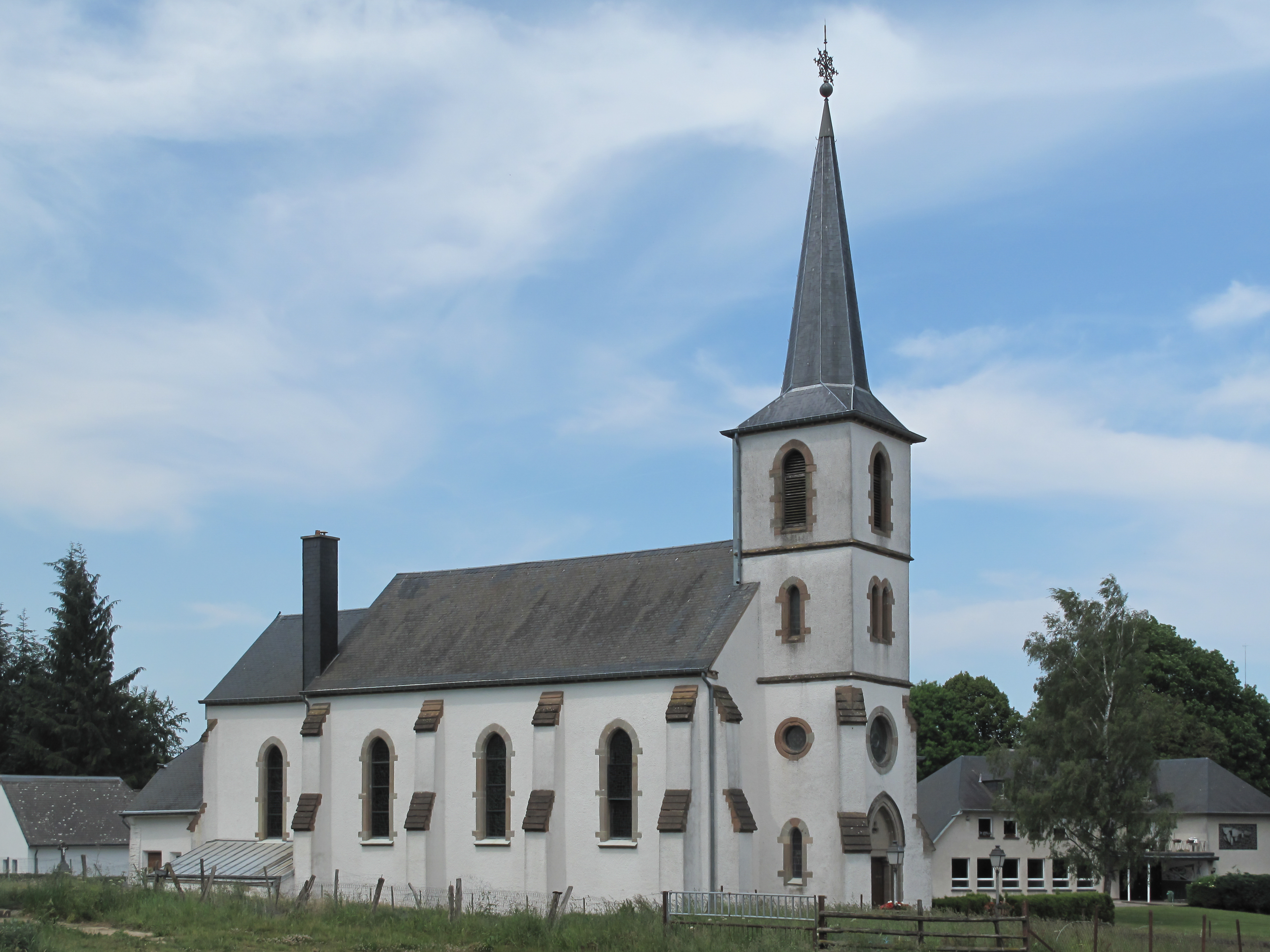
Binsfeld, Kirche
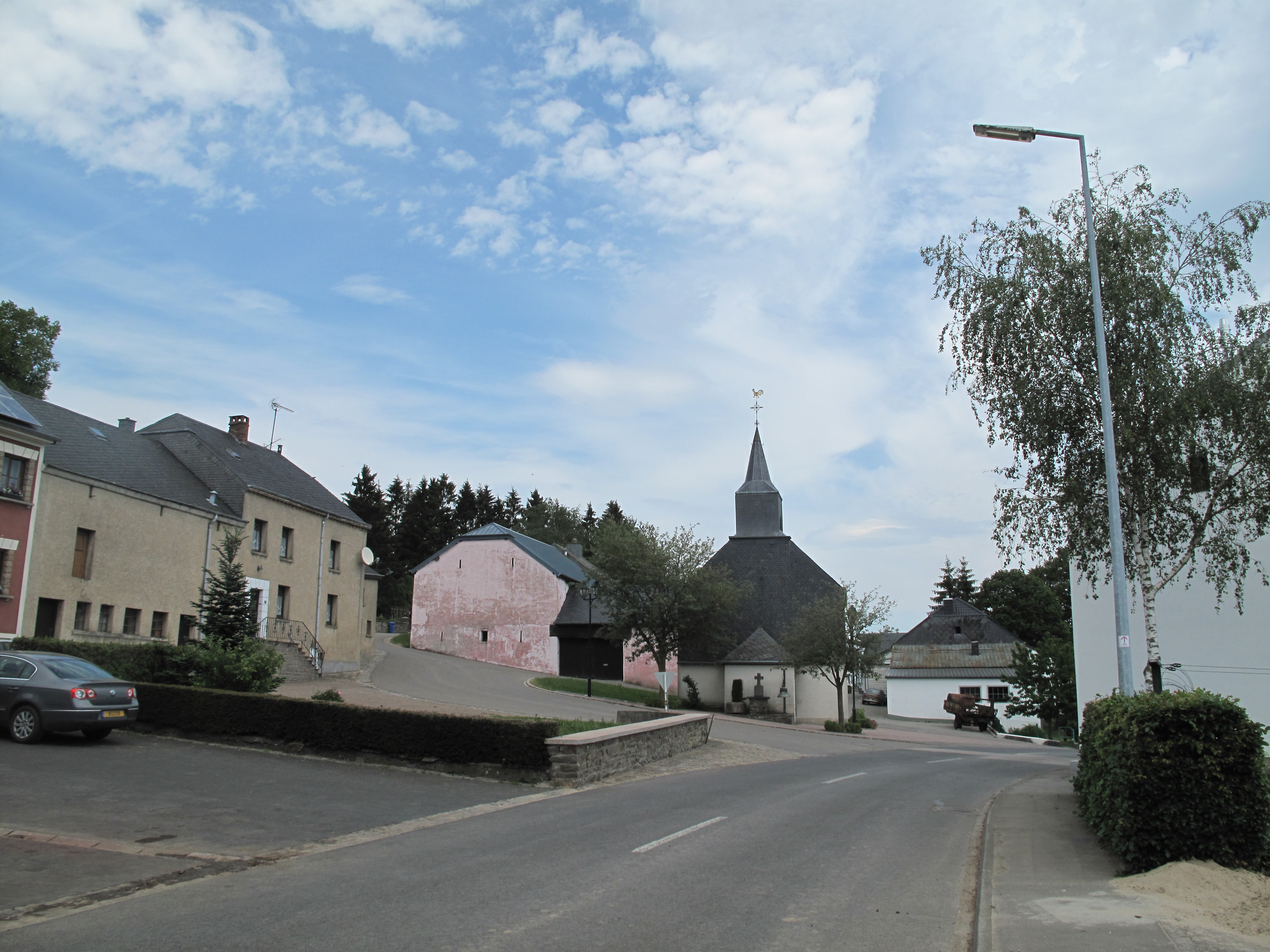
Breidfeld, Kirche in der Straße
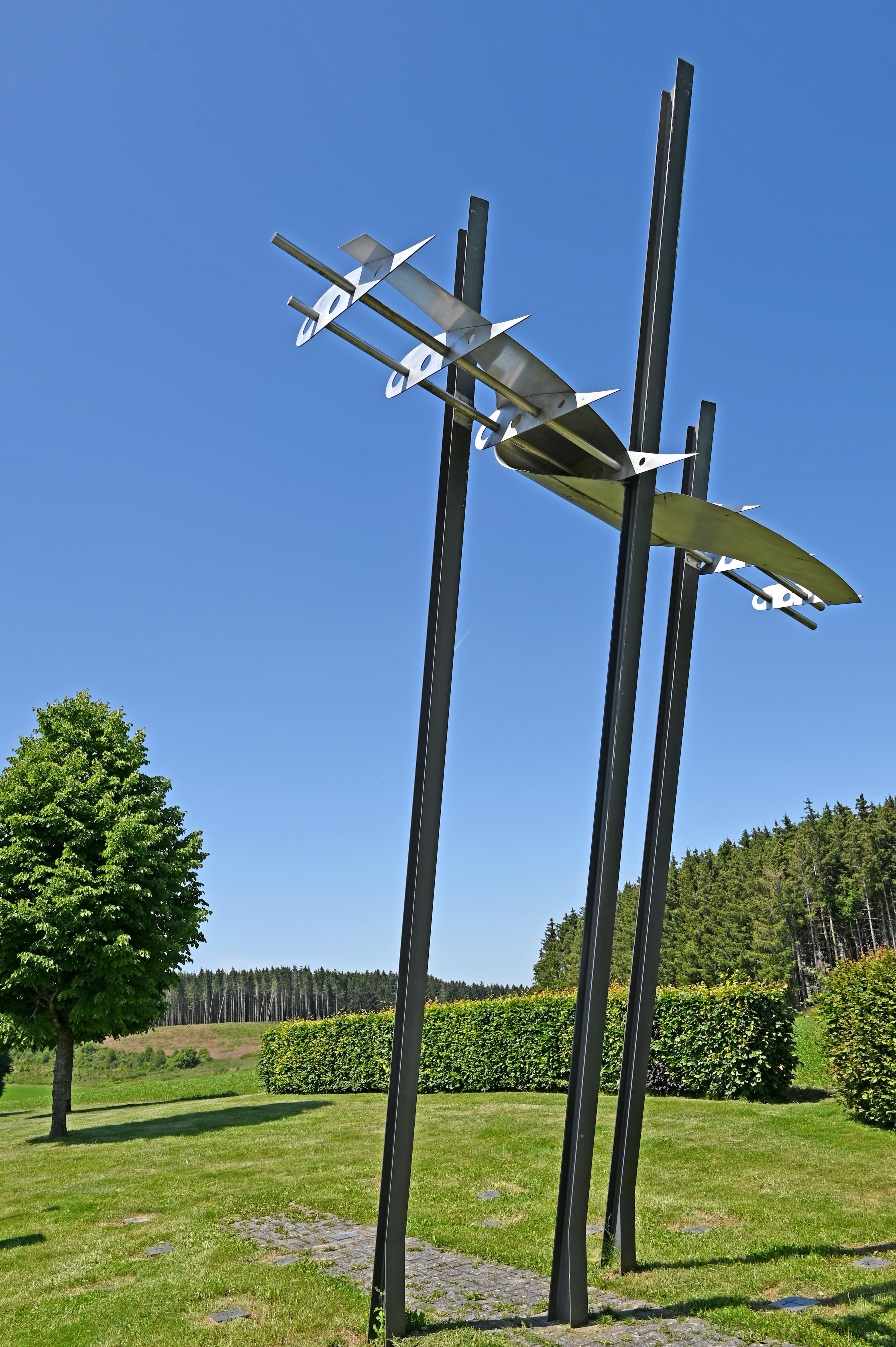
Lancaster-Denkmal (Weiswampach) zu Weiswampach

## Wirtschaft
Die Gemeinde lebt hauptsächlich vom Tagestourismus. In Weiswampach sind riesige Tankstellen und Supermärkte zu finden, in denen vor allem Besucher aus Deutschland und Belgien preiswert tanken und einkaufen. Weiswampach ist zudem die Hauptzentrale der Faymonville Gruppe, einem Spezialunternehmen für Schwertransporte.

## Camping, Wassersport
Direkt bei Weiswampach gibt es zwei künstliche Seen von je sechs Hektar Größe mit einem großen Campingplatz (276 Plätze). Während ein See nur zum Angeln dient, kann in dem anderen See geschwommen oder mit Booten gefahren werden.

## Bauernmuseum
Binsfeld bietet ein sehenswertes Bauernmuseum, welches in einem ehemaligen Bauernhof untergebracht wurde. Ein Teil der Gebäude wurde modernisiert und als Unterkunft für Gruppen, aber auch Einzelpersonen, hergerichtet.

## Sonstiges
In Weiswampach hat die Islek ohne Grenzen EWIV ihren Sitz. Es handelt sich um eine Europäische wirtschaftliche Interessenvereinigung.